# Cricopharyngeale Achalasie
Als cricopharyngeale Achalasie wird eine Erkrankung bezeichnet, bei sich der untere Schlundschnürer (Musculus constrictor pharyngis inferior, insbesondere seine Pars cricopharyngea) nicht richtig öffnet und damit der Bissen nicht in die Speiseröhre treten kann. Der Begriff Achalasie kommt aus dem Griechischen (achalasis ‚fehlendes Nachlassen‘). Die Erkrankung ist meist angeboren und resultiert aus einem Defekt der neuromuskulären Kopplung. Sie wird meist chirurgisch mittels Durchtrennung oder Entfernung des betroffenen Muskels behoben. Die cricopharyngeale Achalasie tritt beim Menschen, gelegentlich auch bei Haushunden auf.
Die Erkrankung zeigt sich als Schluckstörung (Dysphagie) meist unmittelbar nach der Säugezeit mit wiederholten Schluckversuchen, Würgen, Husten und Regurgitation. Wenn die Erkrankung durch eine Aspirationspneumonie verkompliziert wird, können hohes Fieber und schwere Allgemeinstörungen auftreten. Die Diagnose wird anhand des Vorberichts, der klinischen Untersuchung mit Beobachtung des Schluckaktes, einer Ösophagusdruckmessung und ggf. einer Videofluoroskopie gestellt.
Bei Hunden wird eine Myotomie (Muskeldurchtrennung) oder Myektomie (Muskelentfernung) vorgenommen. Die Prognose ist gut.